# Szreniawa (gromada)
Szreniawa – dawna gromada, czyli najmniejsza jednostka podziału terytorialnego Polskiej Rzeczypospolitej Ludowej w latach 1954–1972.
Gromady, z gromadzkimi radami narodowymi (GRN) jako organami władzy najniższego stopnia na wsi, funkcjonowały od reformy reorganizującej administrację wiejską przeprowadzonej jesienią 1954 do momentu ich zniesienia z dniem 1 stycznia 1973, tym samym wypierając organizację gminną w latach 1954–1972.
Gromadę Szreniawa z siedzibą GRN w Szreniawie utworzono – jako jedną z 8759 gromad na obszarze Polski – w powiecie miechowskim w woj. krakowskim, na mocy uchwały nr 24/IV/54 WRN w Krakowie z dnia 6 października 1954. W skład jednostki weszły obszary dotychczasowych gromad Adamowice, Trzebienice, Maków, Podlesice I, Szreniawa i Przybysławice (bez enklawy o powierzchni 15 ha, leżącej na terenie dotychczasowej gromady Dąbrowiec w gminie Tczyca) ze zniesionej gminy Szreniawa w tymże powiecie. Dla gromady ustalono 25 członków gromadzkiej rady narodowej.
31 grudnia 1961 do gromady Szreniawa przyłączono wieś Kamienica ze zniesionej gromady Chobędza.
30 czerwca 1962 do gromady Szreniawa przyłączono wieś Mostek oraz przysiółek Budzyń z gromady Gołcza; z gromady Szreniawa wyłączono natomiast wieś Kamienica włączając ją do gromady Gołcza.
Gromada przetrwała do końca 1972 roku, czyli do kolejnej reformy gminnej.